# 高锰酸镁
高锰酸镁是一种无机化合物，化学式为Mg(MnO4)2，可用作氧化剂。它可由氯化镁和高锰酸银反应得到，从溶液中可以结晶出六水合物Mg(MnO4)2·6H2O，它略有吸湿性。六水合物受热分解，可以得到无水物。它可以和乙醇、丙酮、四氢呋喃等有机化合物迅速反应。